# Жалолобод тонги
Жалолобод тонги (узб. Жалолобод тонги — Рассвет Джалал-Абада) — областная газета на узбекском языке, издающаяся в Джалал-Абадской области Кыргызстана.

## История
Общественно-политическая газета «Жалолобод тонги» организована в 1991 году в связи с образованием Джалал-Абадской области. Это издание, являющееся преемником изданной в 1940 году на узбекском языке газеты под названием «Большевистик йул» («Большевистский путь»), «Сталинчи» («Сталинец»).
Первый номер газеты вышел 10 сентября 1991 года. В учреждении и становлении данного издания большая заслуга тех журналистов, которые в своё время получили профессиональные навыки в областной газете «Уш садоси». Это: Усманжан Ражиддинов, Усканбай Маткасимов, Муйдинжан Абдумажидов, Иномжон Бахриддинов, Батиржан Газибаев, а также местные мастера пера Тахиржан Хайруллаев, Чирмаш Ташбаев, Раънохон Мамитова и другие.
Сначала газета выходила два раза в неделю, затем один раз на восьми страницах. На данный момент в редакции газеты работают 15 человек, 7 из которых — творческие работники. Вот уже несколько лет тираж издания составляет 2 тыс. экземпляров.
На страницах «Жалолобод тонги» широко освещаются злободневные темы общественно-политической, социально-экономической, культурной жизни области и республики. Значительное место на страницах газеты занимают информации от общественных корреспондентов, а также письма граждан. За четверть века истории газеты его журналисты стали победителями многих престижных конкурсов.
С первых дней издания газеты её бессменным главным редактором являлся Ботиржон Гозибоев. Ныне главным редактором газеты назначен Абдумухтор Исроилов.